# Rudy Ventura
Pour les articles homonymes, voir Ventura.
Rudy Ventura (10 septembre 1926 - 2 avril 2009) est un trompettiste catalan, dont la carrière débute à la fin des années 1950. Avec son groupe (su conjunto) il est l'un des artistes les plus anciens, les plus prolifiques et les plus acclamés de la scène barcelonaise.
Parmi ses performances les plus mémorables, il a joué "Els Segadors", l'hymne catalan, sur la pelouse du Camp Nou, plus grand stade de Barcelone.

## Discographie

### Albums
- 1968 - Mundial Hits
- 1979 - Les rambles
- 1980 - Havaneres “catxondes”
- 1980 - El Ball De l'Estatut
- 200X - Sus primeros EP en Columbia (1960-1961)
- 200X - Sus primeros EP en Columbia vol. 2 (1961-1962)
- Rudy Ventura y Orquesta Vergara
- Trompeta de Europa
- Nit de revetlla/Noche de verbena

### Singles
- 1960 - Recordant "La Monos"/Una Caseta/Anant A La "Font Del Gat"/Qui La Fa La Paga
- Un mundo feliz/Gitano rock and roll
- La tieta i la trompeta/El trompeta de joguet
- Zorba el griego
- Paco Peco/Champagne twist/Por que me dejas?/Balada de la trompeta
- Pepe (Cantinflas)
- Quan arriba la cigonya/Barcelona és bona/Pinyols/Fem soroll
- Feliç aniversari/El dia de la mare